# 岩谷産業
岩谷産業株式会社（いわたにさんぎょう、英: Iwatani Corporation）は、大阪府大阪市中央区と東京都港区に本社（登記上の本店は大阪市中央区）を置く産業・家庭用ガス専門商社であり、LPG分野で日本の市場占有率1位の総合エネルギー企業である。燃焼機器・調理器具・健康食品などの販売事業もおこなっている。

## 概要
創業者の岩谷直治が、神戸で運送会社勤務を経て、1930年（昭和5年）にカーバイド・酸素・溶接棒の製造・販売をおこなう岩谷直治商店を大阪に開く。
戦後間もなく改組し、1953年（昭和28年）には日本で初めてとなる、家庭用LPGを「マルヰプロパン」という名で販売を開始、本格的なエネルギー供給に乗り出す。1969年（昭和44年）には、供給ホースの要らない家庭用ガスコンロ「カセットフー」（現商品名は「カセットこんろ」）を販売、イワタニの代表商品に育て上げると共に、エネルギー総合商社としての地位を確立させる。
企業理念は「世の中に必要な人間となれ、世の中に必要なものこそ栄える」であり、創業者である岩谷直治が「常に進化する世の中に対応できる企業だけが生き残る」という基本原則を事業哲学としてまとめたものとなっている。
展開事業
総合エネルギー事業を中心にエネルギー分野、エレクトロニクス分野などで多角事業を展開している。
総合エネルギー事業では、LPGとして知られる「マルヰガス」やLNG、電力、都市ガス、ガス器具（コージェネレーションやGHP、LPガス非常用発電機、エネファーム、テレセーフ、警報器等）の販売をはじめ、カセットボンベ・カセットフー（カートリッジガスボンベを使用する燃焼器具）の製造販売、プリムス社のアウトドア用品（主としてプリムス・ストーブ）の輸入販売、ミルサー（フードミル）、あっとスライス（スライサー）、フィスラー社製の圧力鍋といった調理器具の販売、アララクリーン（洗剤）や健康食品（黒酢・スッポンなど）の販売、富士の湧水（ミネラルウォーター）の宅配などを手がける。
産業ガス・機械事業では、ヘリウム（国内にヘリウムセンターを保有）や水素（詳細は下記）、エアセパレートガス（窒素や酸素等、国内のガスセンターで製造）、炭酸ガス・ドライアイスといった工業用各種ガスの製造販売、半導体やその関連機器、溶接材料、産業用ロボットの販売、エネルギーステーション設備の販売・施工事業を展開する。
マテリアル事業では、アイラップや灯油缶、湯たんぽなどの生活用品をはじめ、100%権益の豪州自社鉱区から採取されるミネラルサンド（ジルコン・チタン鉱石など）、ペット樹脂、PKS（パームヤシ殻）、バイオプラスチック燃料、ステンレスやアルミ等の加工金属、機能性フィルム、電子材料、電池材料（リチウム・コバルト・マンガン等）、園芸用品など幅広く取り扱う。また、内外装工事や資材販売も専門の子会社を通じて行っている。
その他、ケンボロー種の種豚の販売、食品の輸入販売、スーパー向けの物流サービスなども手掛ける。
水素を熟知した企業
古くから水素を取り扱っており、太陽光発電やDMEなどの新エネルギーシステムにも取り組んでいる。水素の国内トップメーカーで国内シェアは約4割を占めている。国産宇宙ロケットへの液体水素供給や、大規模な水素製造プラントの立ち上げ、燃料電池車の分野でもトヨタ自動車やホンダなどに燃料電池車の開発当初から、水素ステーションの供給をし普及に向けた一端を担っている。また、『水素を熟知した会社』をコンセプトに、水素エネルギー普及の一端を担っており、日本や欧米各国でのビジネスに関わっている。また、2023年時点で国内唯一の液化水素サプライヤーであり、千葉、大阪、山口の3拠点体制で液体水素の製造を行い、全国への供給を行っている。2016年には川崎重工やシェルジャパン、電源開発と日豪間の水素サプライチェーン「HySTRA」を設立し、実証実験に取り組み2022年に実証プロジェクトを完遂。コスモエネルギーホールディングスとも水素ステーションの普及に向けて取り組む。
コスモエネルギーホールディングスとの資本提携
2023年12月1日、石油元売のコスモエネルギーホールディングス（コスモHD）の株式約1,740万株を旧村上ファンド代表の村上世彰が関係する投資会社2社および村上の長女である野村絢から1,053億円で取得したと発表した。既に保有する株式と合わせ株保有比率は19.93%となり、コスモHDの筆頭株主となった。
2024年3月27日、公正取引委員会からの承認が得られたことを受けて、旧村上ファンド関係者から更に25万株を追加取得した。これにより、コスモHDの株保有比率は20.07%となり、同社を持分法適用会社にした。同年4月23日、コスモHDとの間で資本業務提携を締結した。
オリンピックの聖火台
1964年（昭和39年）に行われた東京オリンピックの聖火台では、同社のLPGが使用された。
2021年（令和3年）に行われた東京オリンピックの聖火台では、オリンピック史上で初めて水素ガスが使用された。この水素ガスは、新エネルギー・産業技術総合開発機構（NEDO）、東芝エネルギーシステムズ株式会社、東北電力株式会社とともに岩谷産業が運営する「福島水素エネルギー研究フィールド(FH2R)」（福島県浪江町）において太陽光を利用して製造されている。
水素燃料電池船「まほろば」
日本初の水素燃料電池船として、関西電力、東京海洋大学、名村造船所との4者（3社1大学）共同による「商用運航の実現を可能とする水素燃料電池船とエネルギー供給システムの開発・実証」プロジェクトの一環としてまほろばが誕生。同プロジェクトは2021年に新エネルギー・産業技術総合開発機構（NEDO）の「燃料電池等利用の飛躍的拡大に向けた共通課題解決型産学官連携研究開発事業」の1つである「燃料電池の多用途活用実現技術開発」に応募、NEDOの助成事業として採択された。2024年年5月に進水式が執り行われ、同時に「まほろば」と命名された。その後、内装工事や海上試運転を経て、同年10月18日に大阪・中之島ゲートまで曳航された。航行時に二酸化炭素や環境負荷物質を排出しない高い環境性能を有するだけでなく、におい、騒音、振動のない優れた快適性を実現した。2025年4月より、大阪府大阪市にある中之島GATEサウスピア - ユニバーサルシティポート - 夢洲（2025年日本国際博覧会（大阪・関西万博）会場）間で就航。運航は大阪水上バスに委託される。
その他
三水会とその後身社長会である水曜会及びみどり会の会員企業であり三和グループに属している。

## 沿革
会社の沿革
- 1930年
  - 岩谷直治商店を創業
- 1945年
  - 岩谷産業株式会社を設立
- 1962年
  - 大阪証券取引所（8月）、東京証券取引所（12月）に二部上場
- 1965年
  - 大阪証券取引所・東京証券取引所に一部上場（4月）
- 1969年
  - 東京・大阪の２本社制を採用、名古屋証券取引所に一部上場
- 1972年
  - 中国の友好商社に指定され中国貿易本格化
- 1987年
  - Iwataniのロゴマークを採用
- 1987年
  - NHK交響楽団と事業協力を開始
- 2010年
  - 大阪本社を移転
- 2011年
  - 東日本大震災に全社を挙げて対応 カセットこんろ・ボンベなど救援物資を緊急出荷
- 2013年
  - 新たな技術拠点として中央研究所を設立
  - 大阪証券取引所・東京証券取引所が市場統合
- 2017年
  - 陸上競技部を創部、監督は廣瀬永和氏、アドバイザーとして2019年に野口みずき氏が就任
- 2019年
  - 名古屋証券取引所について上場廃止申請を行い上場廃止
- 2021年
  - 水素や脱炭素関連の新たな技術開発を目的に岩谷水素技術研究所を設立
- 2022年
  - 東京証券取引所の市場区分見直しにより、一部からプライム市場に移行

事業の沿革
- 1930年
  - 個人経営により酸素、カーバイド、溶接材料等の取り扱いを開始
- 1941年
  - 水素の販売を開始
- 1952年
  - 合成樹脂の取り扱いを開始
- 1953年
  - 日本初、家庭用プロパンガスの全国販売を開始
- 1953年
  - ルチールサンド（被覆剤）の 取り扱いを開始
- 1958年
  - 水素ガスの自社製造を開始
- 1959年
  - LPガス等の販売会社であるセントラル石油瓦斯株式会社を設立
- 1960年
  - 育雛器「ブルーダー」の 輸入販売を開始
- 1964年
  - 東京オリンピック聖火にマルヰプロパンを供給
- 1969年
  - 日本初、ホースのいらない卓上こんろ「イワタニホース ノン・カセットフー」を発売
  - ガス警報器「みはり」を発売
- 1974年
  - 冷凍食品の販売を開始
- 1975年
  - 株式会社コールド・エアー・プロダクツを設立し、産業ガスメーカーとなる
- 1977年
  - 株式会社安川電機製作所（現・安川電機）と代理店契約を締結し、溶接ロボットの販売を開始
- 1978年
  - 日本初、大型商用液化水素製造プラントを稼働開始
- 1979年
  - 高圧ガス等の販売会社大阪イワタニガス株式会社（現西日本イワタニガス株式会社）を設立
- 1980年
  - LPガス輸入基地「堺LPGターミ ナル」が完成し産ガス国からの直接輸入を開始
- 1982年
  - イワタニ・ケンボロー株式会社を設立（PIC社と契約調印）
- 1985年
  - 岩谷ガス工業株式会社、富士瓦斯工場株式会社、大阪水素工業株式会社の3社が合併し、高圧ガス等の製造・販売会社である岩谷瓦斯株式会社を設立
  - ユニオン・カーバイド社と業務提携
- 1988年
  - イワタニアグリグリーン株式会社を設立
  - 調理用粉砕器「ミルサー」を発売
- 1989年
  - 中国・大連市との合弁で大連岩谷気体機具有限公司を設立
- 1991年
  - 初めての自社専用LPガスタンカー 「パシフィック・センチュリー号」 就航
- 1993年
  - マルヰプロパン発売40周年を記念し、ブランドをMaruiGasに改新
- 1994年
  - エアガス製造拠点「喜連川ガスプラント」が稼働開始
  - 「鹿島液化ガス共同備蓄基地」が 稼働開始
- 1995年
  - 阪神・淡路大震災を契機に 「MaruiGas災害救援隊」を結成
- 1997年
  - ドラールミネラルインダストリーズ社（豪州）を買収
- 2000年
  - 電力各社と提携しLNG販売事業に進出
- 2002年
  - 日本初の本格的水素ステーションを大阪・酉島に完成
- 2004年
  - 「富士の湧水」宅配事業に進出
- 2006年
  - 世界最大級の液化水素製造プラント「ハイドロエッジ」が稼働
  - 第1回「イワタニ水素エネルギーフォーラム」を開催
- 2009年
  - 「サウジアラムコ－岩谷産業 緊急 災害時LPガス支援基金」を設立
  - 東日本初の液化水素製造プラントを岩谷瓦斯株式会社千葉工場内に開設
- 2010年
  - 大阪ヘリウムセンターが稼働
- 2012年
  - 災害対策を講じた 「LPG基幹センター」の整備を開始
  - 環境配慮型「バイオマスPET樹脂」 の販売を開始
- 2013年
  - カタール産ヘリウムの調達を開始
- 2014年
  - 日本初の商用水素ステーション「イワタニ水素ステーション 尼崎」が開所
- 2015年
  - バイオマス燃料「PKS」の 取り扱いを開始
- 2016年
  - 電力小売事業へ参入
- 2017年
  - 都市ガス小売事業へ参入
  - Hydrogen Council（水素協議会）に参画
- 2018年
  - 日本水素ステーションネットワーク合同会社（JHyM）に参画
- 2019年
  - 国内最大級の充填能力を持つ東京ヘリウムセンターが完成し稼働開始
  - 米国・カリフォルニア州で4カ所の水素ステーションを買収し運営を開始
- 2020年
  - 水素バリューチェーン推進協議会に共同代表として参画
- 2021年
  - 「イワタニゲートウェイ」のサービスを開始
  - 初の直営ショップとして 大阪・本町にIwatani Outdoor Shop BASEをオープン
  - 「液化水素サプライチェーンの商用化実証」がNEDOグリーンイノベーション基金事業で採択
  - 関西電力、東京海洋大学、名村造船所との水素燃料電池船の普及を目指す産学共同プロジェクトが始動
- 2022年
  - HySTRAの日豪間における褐炭由来水素の海上輸送実証試験が完遂
  - トキコシステムソリューションズ株式会社を買収
  - 東京ガスグループLPガス関連会社の株式を取得し、株式会社エネライフを設立
- 2023年
  - コスモエネルギーホールディングス株式会社の株式を取得し筆頭株主となる[3][4][5][6]
- 2024年
  - コスモエネルギーホールディングス株式会社と資本業務提携を開始
  - 産学共同プロジェクトで誕生した水素燃料電池船「まほろば」が進水

## 事業所
本社
- 大阪本社：大阪市中央区本町3-6-4
- 東京本社：東京都港区西新橋3-21-80

研究所・研修所
- 中央研究所：兵庫県尼崎市次屋3-3-16

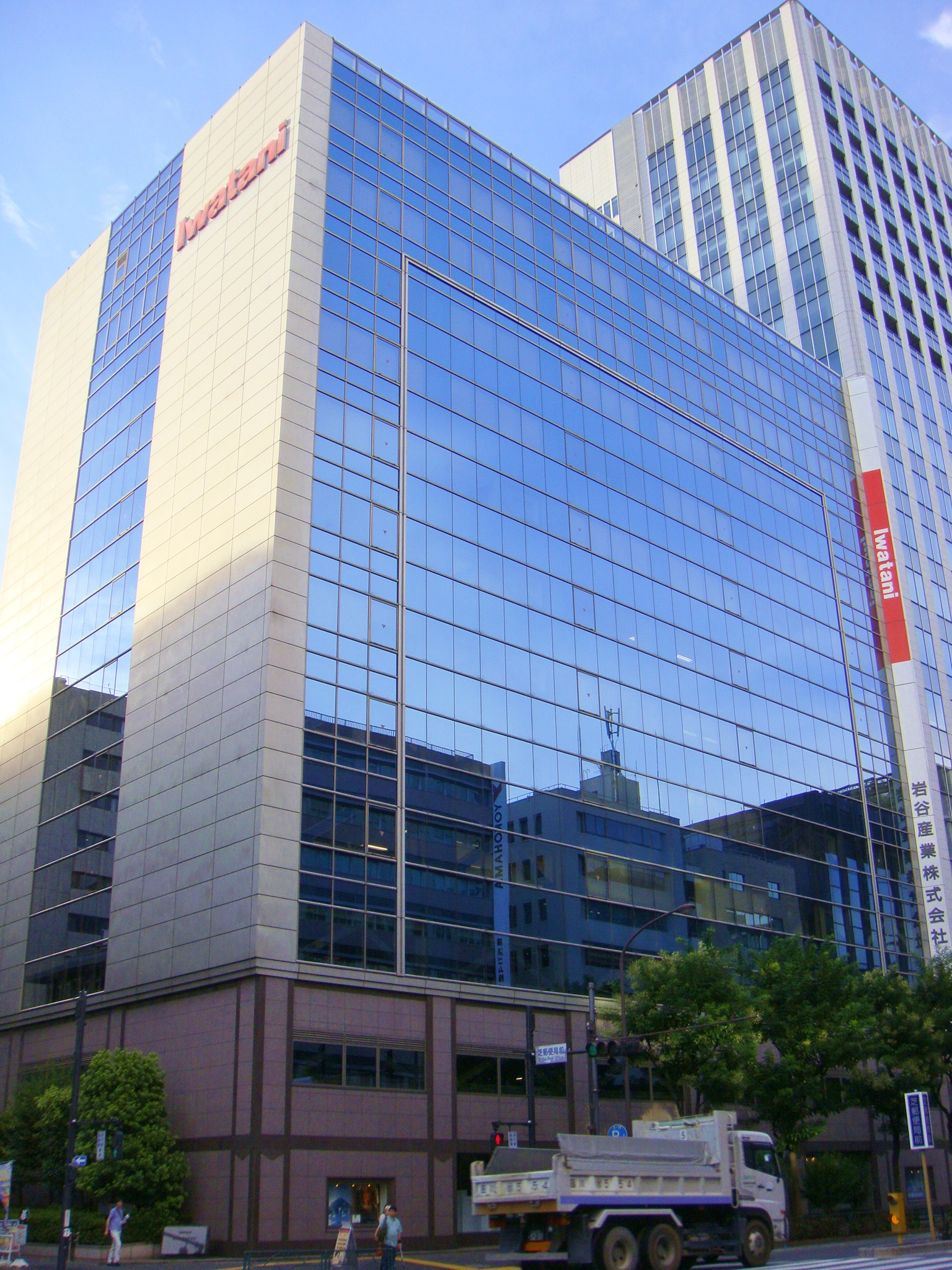
東京本社外観

- 岩谷水素技術研究所：兵庫県尼崎市次屋3-3-16
- 神戸研究所：兵庫県神戸市中央区港島南町7-2-1

支社・支店・事務所
- 国内
  - 北海道支社：北海道札幌市北区北7条西1-1-2
    - 札幌支店：北海道札幌市北区北7条西1-1-2
    - 函館支店：北海道北斗市七重浜7-6-3
    - 道東支店：北海道釧路市星が浦南1-1-10

  - 東北支社：宮城県仙台市青葉区花京院1-1-10
    - 仙台支店：宮城県仙台市青葉区花京院1-1-10
    - 北東北支店：岩手県盛岡市盛岡駅西通2-9-1
    - 秋田支店：秋田県秋田市寺内後城322-2

  - 関東支社：埼玉県さいたまけんさいたま市中央区大字下落合1071-2
    - 埼玉支店：埼玉県さいたま市中央区大字下落合1071-2
    - 新潟支店：新潟県新潟市中央区東出来島11-9
    - 前橋支店：群馬県前橋市南町4-29-1
    - 宇都宮支店：栃木県宇都宮市大通り4-1-18
    - 東関東支店：茨城県土浦市港町1-7-23

  - 首都圏支社：神奈川県横浜市港北区新横浜3-9-18
    - 横浜支店：神奈川県横浜市港北区新横浜3-9-18
    - 東京支店：東京都中央区晴海1-8-10　晴海アイランドトリトンスクエア オフィスタワーX17階
    - 厚木支店：神奈川県厚木市中町2-7-6
    - 山梨支店：山梨県中巨摩郡昭和町築地新居1824-1
    - 静岡支店：静岡県静岡市清水区七ツ新屋373

  - 中部支社：愛知県名古屋市中区丸の内3-23-20
    - 名古屋支店：愛知県名古屋市中区丸の内3-23-20
    - 豊田支店：愛知県豊田市前山町3-1-1
    - 三重支店：三重県四日市市鵜の森1-1-18
    - 北陸支店：石川県金沢市本町1-5-2

  - 近畿支社：大阪府大阪市淀川区宮原1-2-33
    - 大阪支店：大阪府大阪市淀川区宮原1-2-33
    - 京滋支店：滋賀県大津市梅林1-3-24
    - 神戸支店：兵庫県神戸市中央区京町80　クリエイト神戸5階
    - 和歌山支店：和歌山県和歌山市黒田1-1-19

  - 中国支社：広島県広島市中区銀山町2-21
    - 広島支店：広島県広島市中区銀山町2-21
    - 岡山支店：岡山県岡山市北区幸町7-33
    - 山口支店：山口県周南市本町1-3
    - 山陰支店：島根県松江市学園2-16-37

  - 四国支社：香川県高松市東ハゼ町6-1
  - 九州支社：福岡県福岡市博多区博多駅前3-25-21
    - 福岡支店：福岡県福岡市博多区博多駅前3-25-21
    - 大分支店：大分県大分市末広町1-1-18 ニッセイ大分駅前ビル8階
    - 長崎支店：長崎県大村市小路口町745
    - 熊本支店：熊本県熊本市中央区辛島町8-23
    - 宮崎支店：宮崎県宮崎市広島1-18-7
- 海外
  - 北京駐在員事務所
  - 欧州駐在員事務所
  - 中東駐在員事務所
  - ドーハ駐在員事務所

子会社・関連会社
- 連結子会社：105社（2025年3月期）
- 非連結子会社：51社（2025年3月期）
- 関連会社：74社（2025年3月期）

## 文化活動
岩谷記念財団を1973年に設立し「エネルギー及び環境に関する優れた研究に対する助成」・「自然科学分野における人材育成と国際交流への助成」 などを行い、岩谷直治記念賞をはじめ、 科学技術研究助成や留学生への奨学助成を通じて人と社会に寄与している。
岩谷産業のキャラバン隊は、次世代の環境対応車として注目を集める燃料電池自動車と水素自動車を使い、日本列島を南から北へ縦断しながら各地の学校などにも立ち寄り、クリーンエネルギーについて分かりやすく解説し、地球温暖化への配慮の観点からの環境保全の大切さも訴える活動も行っている。
創業80周年記念事業として2010年に「『住みよい地球』全国小学生作文コンクール」もスタートしており、「住みよい地球がイワタニの願いです」の思いを、未来を担う子どもたちと共に考える取り組みも実施。

## スポーツ活動
スポーツに関しては、チームが好成績を挙げていないため、一般への認知度は高くないが、1988年（昭和63年）から2010年（平成22年）まで社会人アメリカンフットボール（Xリーグ）西地区2部所属のクラブチーム「サイドワインダーズ」のスポンサーとなっていた。バブル景気崩壊以降の世相の中、企業スポーツにおいては、宣伝効果が見込めなければ早々にスポンサー契約を打ち切る、あるいは単なる名義貸し程度の支援しか行わない企業の多い中、社会の景気動向に左右されず、22年に渡りスポンサー契約を継続した。企業チームを除き、同じXリーグ内で、このような長期に渡ってクラブチームを支援している企業は他にアサヒビールが見受けられる程度である。

### 陸上競技
- 岩谷産業陸上競技部 - 2017年4月創部。陸上競技部寮「さくら」を大阪府箕面市に置き、万博記念競技場を主な練習場としている[20]。「陸上競技部」の名称であるが、その内容は中・長距離選手からなる女子駅伝チームである[21][22]。

2004年アテネオリンピック女子マラソン金メダリストの野口みずきや、1996年アトランタオリンピック女子マラソン日本代表の真木和等の長距離ランナーを指導・育成した廣瀬永和 を監督に招請し、アドバイザーには野口も名を連ねている。女子駅伝を中心とした中長距離の選手を育成、支援するとともに、スポーツ活動を通じて関西を中心とした地域・社会への貢献を目指す。
- Category:岩谷産業陸上競技部の人物 参照。

## 広報活動

### テレビCM
長年に渡り、浜木綿子を同社のイメージキャラクターに起用しており、浜が主なご当地鍋料理とその地方に合わせた、おいしさを表現する言葉を口にするカセットコンロのCMの他（2012年には孫の五代目市川團子 と共演している）、近年では海部剛史が武士に扮したバナジウム天然水のテレビCMが放送されている。
なお、1997年から2000年にかけて同社ブランドで発売した 単機能型電子レンジにおいて、部品の欠陥による発煙・発火事故のおそれがあるとして、2011年より同製品の無償点検を告知する、お詫びCMが放映されている。

### イベント協賛
- 鳥人間コンテスト選手権大会 - 讀賣テレビ放送が毎年7月に滋賀県彦根市の琵琶湖沿岸で開催するイベントで、9月上旬に日本テレビ系列でその模様を放送。上述の通り、2010年度に大会初の冠スポンサー並びにテレビ放送の筆頭スポンサーとなり、以降も冠スポンサーを務める。また、「中央研究所」で製作された機体で出場も果たしている。「鳥人間コンテスト2023 支えがあるから羽ばたける」ではベリーグッドマンのライオンをテーマソングとして2023年8月30日に読売テレビ制作の全国ネット向けダイジェスト番組内限定でCMを放送。

### 現行の提供番組
- プリンセス駅伝 - TBS。メインスポンサー。
- サタデーLIVE ニュース ジグザグ - 読売テレビ制作・日本テレビ系列。隔週で前半枠・後半枠での30秒の提供。ウェークアップから引き継いで提供。
- 一柳良雄が問う 日本の未来 (BSテレ東)
- モーサテ - テレビ東京系列。隔日で30秒の提供。
- 音舞台 - 毎日放送制作・TBSテレビ系列。2015年度より。特別番組で30秒×2本の提供。
- 三枝輝行の商い勘所 - MBSラジオ。

## テレビ番組
- 日経スペシャル カンブリア宮殿 カセットこんろの王者が挑む 新時代エネルギー革命!（2021年12月23日、テレビ東京）[25]
- 知られざるガリバー〜エクセレントカンパニーファイル〜（2024年3月9日、テレビ東京）[26]

## 関連企業

### 国内関連企業
- コスモエネルギーホールディングス株式会社（上場会社・持分法適用会社）[7]
- 岩谷コスモ水素ステーション合同会社[27]
- コスモ岩谷水素エンジニアリング合同会社[28]
- イワタニ北海道株式会社
- イワタニ東北株式会社
- イワタニ関東株式会社
- イワタニ首都圏株式会社
- 株式会社エネライフ（旧・東京ガスエネルギー）[29]
- アイエスジー株式会社[30]
- セントラル石油瓦斯株式会社
- 長島セントラルガス株式会社
- イワタニ東海株式会社
- イワタニ三重株式会社
- イワタニ北陸株式会社
- イワタニ近畿株式会社
- 丹後瓦斯株式会社
- 大津マルヰ株式会社
- イワタニ四国株式会社
- イワタニ山陽株式会社
- イワタニ山陰株式会社
- イワタニ九州株式会社
- イワタニ南九州株式会社
- 旭マルヰ株式会社
- マルヰ産業株式会社
- 株式会社ホームエネルギー北海道
- 株式会社ホームエネルギー東北
- 株式会社ホームエネルギー関東
- 株式会社ホームエネルギー西関東
- 株式会社ホームエネルギー東海
- 株式会社ホームエネルギー北陸
- 株式会社ホームエネルギー近畿
- 株式会社ホームエネルギー四国
- 株式会社ホームエネルギー山陽
- 株式会社ホームエネルギー山陰
- 株式会社ホームエネルギー九州
- 株式会社ホームエネルギー南九州
- 株式会社エス・アイ東海（エネサンスホールディングスと出資したLPガス充填・配送業務)
- 岩谷液化ガスターミナル株式会社
- 根岸液化ガスターミナル株式会社（旧・東京ガスLPGターミナル)[29]
- 鹿島液化ガス共同備蓄株式会社
- 日鉱液化ガス株式会社
- 大分液化ガス共同備蓄株式会社
- エル・エナジー株式会社(関西電力と合弁でLNGの供給販売)
- 甲賀エナジー株式会社(関西電力と合弁で都市ガスサテライトの運営)
- 北陸エルネス株式会社
- 関電ガスサポート株式会社[31]
- イワタニフーズ株式会社
- イワタニ・ケンボロー株式会社
- イワタニアイコレクト株式会社
- アイ・システムネットワーク株式会社
- 国際衛生株式会社
- イワタニ理化株式会社
- 富士の湧水株式会社
- 岩谷設備システム株式会社
- 新コスモス電機株式会社（上場会社・持分法適用会社）[32]
- イワタニコールセンター株式会社
- イワタニカセットフー株式会社
- イワタニカートリッジガス株式会社
- イワタニ・プリムス株式会社
- 岩谷瓦斯株式会社（旧大阪水素工業）
- イワタニガスエンジニアリング株式会社
- アイ・テック・サービス株式会社
- エア・ケミカルズ株式会社
- 山陽エア・ケミカルズ株式会社
- 北陸エア・ケミカルズ株式会社
- アイ・エム・マテリアル株式会社
- アイ・エヌ・ジェイガスセンター株式会社
- イワタニ埼玉ガスセンター株式会社
- 静岡ガスセンター株式会社
- イワタニ北陸ガスセンター株式会社
- イワタニ福岡ガスセンター株式会社
- イワタニ熊本ガスセンター株式会社
- 東京カーボニックス株式会社
- 九州アセチレン株式会社
- イワタニファインガス株式会社
- 千葉アイエススイソ株式会社
- 南陽アイアイスイソ株式会社
- 東曹ダイスイ株式会社
- 日本ガスケミ株式会社
- 株式会社大岡酸素商会
- エヌ・ケイ・ケイ株式会社[33]
- 西日本イワタニガス株式会社
- 東日本イワタニガス株式会社
- 関西冷熱サービス株式会社
- 岡山冷熱サービス株式会社
- 埼玉冷熱サービス株式会社
- 株式会社コールド・エアー・プロダクツ
- 山口リキッドハイドロジェン株式会社[34]
- 株式会社ハイドロエッジ
- 日本水素エネルギー株式会社[35]
- 日本水素ステーションネットワーク合同会社[36]
- トキコシステムソリューションズ株式会社[37]
- エーテック株式会社[38]
- コータキ精機株式会社
- コータキテクノサービス株式会社
- キンセイマテック株式会社
- 株式会社キンセイセラミックス
- 岩谷マテリアル株式会社
- 岩谷テクノ株式会社
- 株式会社九州ステンレス加工センター
- 太平工材株式会社、太平金属株式会社[39]
- 日仏レアアース株式会社[40]
- 岩谷化学工業
- 岩谷興産株式会社
- 岩谷ベンチャーキャピタル合同会社
- 岩谷物流株式会社
- 東北いづみ運輸株式会社
- 関東いづみ運輸株式会社
- 北陸いづみ運輸株式会社
- 西日本いづみ運輸株式会社
- イヅミック株式会社
- エアケミ運輸株式会社
- 日本液体水素株式会社
- 岩谷情報システム株式会社
- 岩谷クリエイティブ株式会社
- イワタニ・プロモーション株式会社
- イワタニデジタルフォース株式会社[41]
- ガス保安検査株式会社
- 公益財団法人岩谷直治記念財団

ほか

### 海外関連企業
東アジア
- 岩谷（中国）有限公司
- 上海岩谷有限公司
- 上海石化岩谷気体開発有限公司
- 無錫岩谷貿易有限公司
- 嘉興岩谷気体有限公司
- 岩谷気具（嘉興）有限公司
- 大連岩谷貿易有限公司
- 大連岩谷気体機具有限公司
- 武漢岩谷商貿有限公司
- 孝感岩谷気体有限公司
- 広州岩谷貿易有限公司
- 岩谷気具（珠海）有限公司
- 丹東岩谷東洋燃気表有限公司
- 賽的克恒豊精密包装(上海)有限公司
- 賽的克恒豊精密電子材料(蘇州)有限公司
- 賽的克恒豊貿易有限公司
- 蘇州岩谷金属製品有限公司
- 中山岩谷有限公司
- 中山笠谷精密機電有限公司
- 中山岩谷貿易有限公司
- 唐山金生機能材料有限公司
- 蘇州金生機能材料有限公司
- 香港岩谷有限公司
- 台湾岩谷股份有限公司
- 韓国岩谷産業会社

東南アジア・南アジア
- シンガポール岩谷会社
- イワタニ・ノックスガス会社
- マレーシア岩谷会社
- イワタニSIG会社[42]
- ウエステックケミカルズ会社[43]
- アイソキミア会社[43]
- キンセラ会社
- インドネシア岩谷会社
- イワタニインダストリアルガスインドネシア会社
- フィリピン岩谷会社
- フィリピン岩谷貿易会社
- 泰国岩谷会社
- イワタニトモエタイ会社
- IGMT会社
- バンコクアイ・トーア会社
- イワタニカセットフー（タイ）会社
- ベトナム岩谷会社
- インド岩谷会社
- ガルフヘリウムサービス会社

オセアニア
- 岩谷オーストラリア会社（旧・ドラールミネラルインダストリーズ会社）
- ドラールミネラルサンズ会社
- ドラールフューズドマテリアルズ会社
- キースブルックルコクシン会社
- 岩谷フォレスト会社

北米
- 米国岩谷会社
- アドバンスド・スペシャルティー・ガシズ会社[44]
- アスペンエアー会社[45]

欧州
- Nordic Mining ASA[46]